# گذرنامه فرانسوی

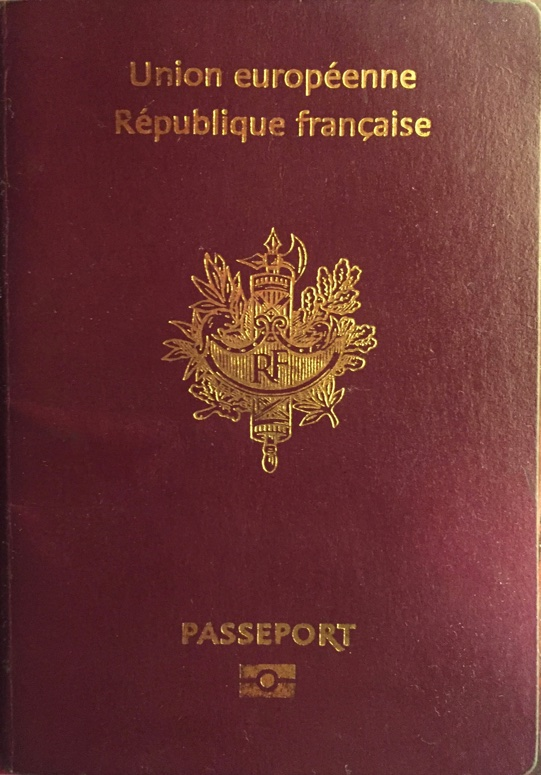
نمایی از یک‌نسخه گذرنامهٔ فرانسوی در سال ۲۰۰۷

گذرنامهٔ فرانسوی یک مدرک سفر بین‌المللی است که توسط کشور فرانسه صادر می‌شود و بنا بر داده‌های سال ۲۰۲۳، دارندگان آن می‌توانستند به ۱۹۰ کشور دیگر بدون دریافت ویزا سفر کنند یا ویزا را در بدو ورود دریافت نمایند. این گذرنامه بر اساس رتبه‌بندی شاخص گذرنامهٔ هنلی در سال ۲۰۲۳ در رتبهٔ ۳ قرار داشت.